# Jaume Font
Jaume Font Barceló (La Puebla, Baleares, 28 de agosto de 1961) es un político español, dirigente y fundador de la Liga Regionalista de las Islas Baleares.

## Trayectoria
Fue dirigente del Partido Popular en Baleares, con el que fue Consejero de Medio Ambiente del Gobierno Balear entre 2003 y 2007.
Inició su carrera política en 1983, cuando fue elegido concejal del Ayuntamiento de La Puebla por Convergencia Poblense. Entre 1987 y 1991 fue el primer teniente de alcalde, afiliándose entonces al Partido Popular con el que concurrió como cabeza de lista en las elecciones municipales de 1991, resultando elegido alcalde.
En octubre de 1989, Jaume Font, alcalde de La Puebla, exsenador y diputado balear,fue condenado por delito electoral a ocho meses de prisión menor, suspensión para cargo público y del derecho de sufragio y 180 euros de multa. Font empleó varios documentos de identidad de personas fallecidas en la tramitación de votos por correo para La Puebla. En las elecciones generales de 1993 fue elegido también senador por la circunscripción electoral de Mallorca, cargo que mantuvo hasta 1999. Ese mismo año fue nombrado presidente del Partido Popular en Mallorca y consejero de dicho partido en el Consejo Insular de la isla. En 2003 fue nombrado Consejero de Medio Ambiente del gobierno balear.
El 5 de febrero de 2011 renunció a su escaño en el Parlamento de las Islas Baleares y anunció su baja en el Partido Popular, presentando días más tarde su nueva formación política, la Liga Regionalista de las Islas Baleares (IB-LLIGA), de existencia efímera pues en noviembre de 2012 se disolvió.